# Hostages (série télévisée américaine)
Pour les articles homonymes, voir Hostages.
Hostages, ou Otages au Québec, est un feuilleton télévisé américain en quinze épisodes de 42 minutes créé par Alon Aranya, Omri Givon et Rotem Shamir, fondé sur la série israélienne du même titre, diffusé entre le 23 septembre 2013 et le 6 janvier 2014 sur le réseau CBS et en simultané au Canada sur le réseau CTV.
La série a été diffusée en Belgique du 1er mai au 29 mai 2014 sur La Une. En France, elle est diffusée du 26 juin au 17 juillet 2014 sur TF1. Au Québec, elle est diffusée du 25 août au 1er décembre 2014 sur AddikTV. Elle est diffusée en Suisse sur Rouge TV depuis le 7 février 2015. Elle est diffusée depuis le 18 mai 2019 sur la chaîne réunionnaise Antenne Réunion.

## Synopsis
Une chirurgienne renommée, Ellen Sanders, est choisie pour opérer le Président des États-Unis.
La veille de l'intervention, sa famille est prise en otage par une équipe menée par un agent du FBI troublé par la maladie de son épouse, Duncan Carlisle. Les kidnappeurs exigent d'elle que le Président décède durant l'opération en échange de la vie de sa famille.

## Distribution

### Acteurs principaux
- Toni Collette (VF : Brigitte Bergès) : Ellen Sanders
- Dylan McDermott (VF : Xavier Fagnon) : Duncan Carlisle
- Tate Donovan (VF : Tony Joudrier) : Brian Sanders
- Sandrine Holt (VF : Josy Bernard) : Sandrine Gonzales
- Rhys Coiro (VF : Stéphane Pouplard) : Kramer Delaney
- Billy Brown (VF : Gilles Morvan) : Archer Petit
- Quinn Shephard (VF : Alexia Papineschi) : Morgan Sanders
- Mateus Ward (en) (VF : Lionel Cecilio) : Jake Sanders
- James Naughton (VF : Marcel Guido) : Président Paul Kincaid

### Acteurs récurrents et invités
- Mary Elizabeth Mastrantonio (VF : Frédérique Tirmont) : première dame Mary Kincaid
- Hilarie Burton (VF : Laura Préjean) : Samantha, maîtresse et assistante de Brian Sanders
- Francie Swift (VF : Françoise Cadol) : Nina, femme de Duncan
- Toni Trucks : Angela Nix, l'infirmière amie d'Ellen
- Joanne Kelly (VF : Anne Dolan) : Vanessa Moore, femme du frère de Paul Kincaid et sœur de Mary Kincaid
- Paul Calderon (VF : Serge Faliu) : Secret Service Agent Stan Hoffman
- Jim True-Frost (VF : Éric Legrand) : Secret Service Agent Logan
- Brian J. White (VF : Jérémie Covillault) : Colonel Thomas Blair
- Jeremy Bobb (VF : Bernard Gabay) : Quentin Creasy
- Lola Cook (VF : Jeanne Orsat) : Sawyer Carlisle, fille de Duncan et Nina
- Larry Pine (VF : Philippe Catoire) : Burton Delaney, père de Nina, et beau-père de Duncan
- Tyler Elliott Burke (VF : Stanislas Forlani) : Boyd Norton, petit-ami de Morgan
- Alexander Cendese (VF : Laurent Larcher) : Nico
- Maureen Mueller (VF : Caroline Jacquin) : Kate
- Melanie Nicholls-King (en) (VF : Laura Zichy) : Dr Marsh
- Bhavesh Patel (VF : Christophe Desmottes) : Un journaliste
- Tonya Pinkins (VF : Sabeline Amaury) : Beth Nix
- Graham Powell (VF : Thibaut Belfodil) : Randall Burke
- Tim Ransom (VF : Jean-François Lescurat) : Dr Hank Evans
- Brady Smith (en) (VF : Bernard Lanneau) : Vice Président Jay Grant
- Gavin-Keith Umeh (VF : Namakan Koné) : Malik
- Jeremiah Zinger (VF : Olivier Chauvel) : Wilson

- Version française
  - Société de doublage : Dubbing Brothers[6],[7]
  - Direction artistique : Nathalie Raimbault[6]
  - Adaptation des dialogues : Laurent Gourdon & Rima Héleine[6]

 Source et légende : version française (VF) sur RS Doublage et Doublage Séries Database

## Fiche technique
- Producteurs exécutifs : Jerry Bruckheimer, Jonathan Littman, Jeffrey Nachmanoff, Rick Eid, Omri Givon, Rotem Shamir et Chayim Sharir
- Société de production : Jerry Bruckheimer Television, Warner Bros Television

## Développement

### Production
La série est un remake de la série Hostages créée pour la télévision israélienne par Omir Givon et Rotem Shamir, produite par Chaim Sharir.
Le projet a débuté le 2 octobre 2012. Le 17 janvier 2013, CBS a commandé le pilote, puis a commandé la série le 10 mai 2013 et lui a attribué cinq jours plus tard la case horaire du lundi à 22 h à l'automne. Quinze épisodes seront diffusés jusqu'en janvier, puis la série Intelligence sera diffusée dans sa case horaire.
Le 10 mai 2014, le projet d'une deuxième saison est officiellement annulée.

### Casting
Les rôles ont été attribués dans cet ordre : Toni Collette, Dylan McDermott, Quinn Shephard, Sandrine Holt et Mateus Ward, Tate Donovan, Rhys Coiro, Billy Brown et James Naughton.
En juillet 2013, Mary Elizabeth Mastrantonio remplace Kate Burton dans le rôle de la première dame des États-Unis, deux scènes du pilote étant tournées de nouveau. Parmi les autres acteurs récurrents et invités : Hilarie Burton, Francie Swift et Joanne Kelly.

## Épisodes
1. Opération à hauts risques (Pilot)
2. Erreur médicale (Invisible Leash)
3. Première faille (Power of Persuasion)
4. Tentative d'évasion (2:45 PM)
5. Fin de sursis (Truth and Consequences)
6. Élément perturbateur (Sister's Keeper)
7. Mauvais atout (Hail Mary)
8. À l'origine du complot (The Good Reason)
9. La grande révélation (Loose Ends)
10. Un lourd fardeau (Burden of Truth)
11. Mission de sauvetage (Off the Record)
12. Droit de vie ou de mort (The Cost of Living)
13. Plan de secours (Fight or Flight)
14. Monnaies d'échange (Suspicious Minds)
15. Fin de la partie (Endgame)

## Accueil
Le pilote a attiré 7,41 millions de téléspectateurs aux États-Unis, dépassé par la première de The Blacklist sur NBC ainsi que la première de la sixième saison de Castle sur ABC. Au Canada, le pilote a attiré 1,21 million de téléspectateurs, dépassé par The Blacklist sur Global.